# سیارک ۱۱۳۲۶
سیارک ۱۱۳۲۶ (به انگلیسی: 11326 Ladislavschmied، نامگذاری:1995SL) یازده هزار و سیصد و بیست و ششمین سیارک کشف شده‌است که در ۱۷ سپتامبر ۱۹۹۵ کشف شد.
قدر مطلق سیارک برابر ۱۴٫۴۰ است.